# Система рециркуляції вихлопних газів

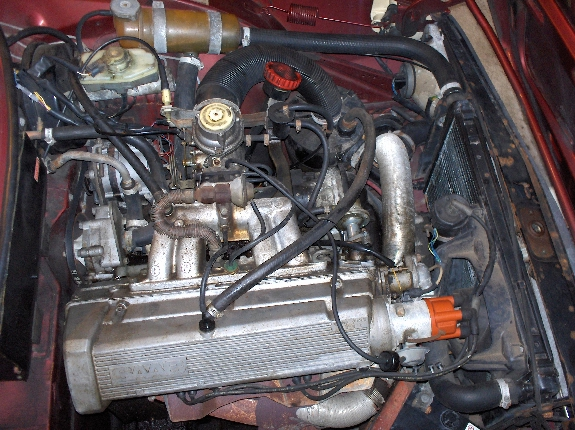
EGR клапан на верхній частині впускного колектора двигуна автомобіля Saab 90 (1987)

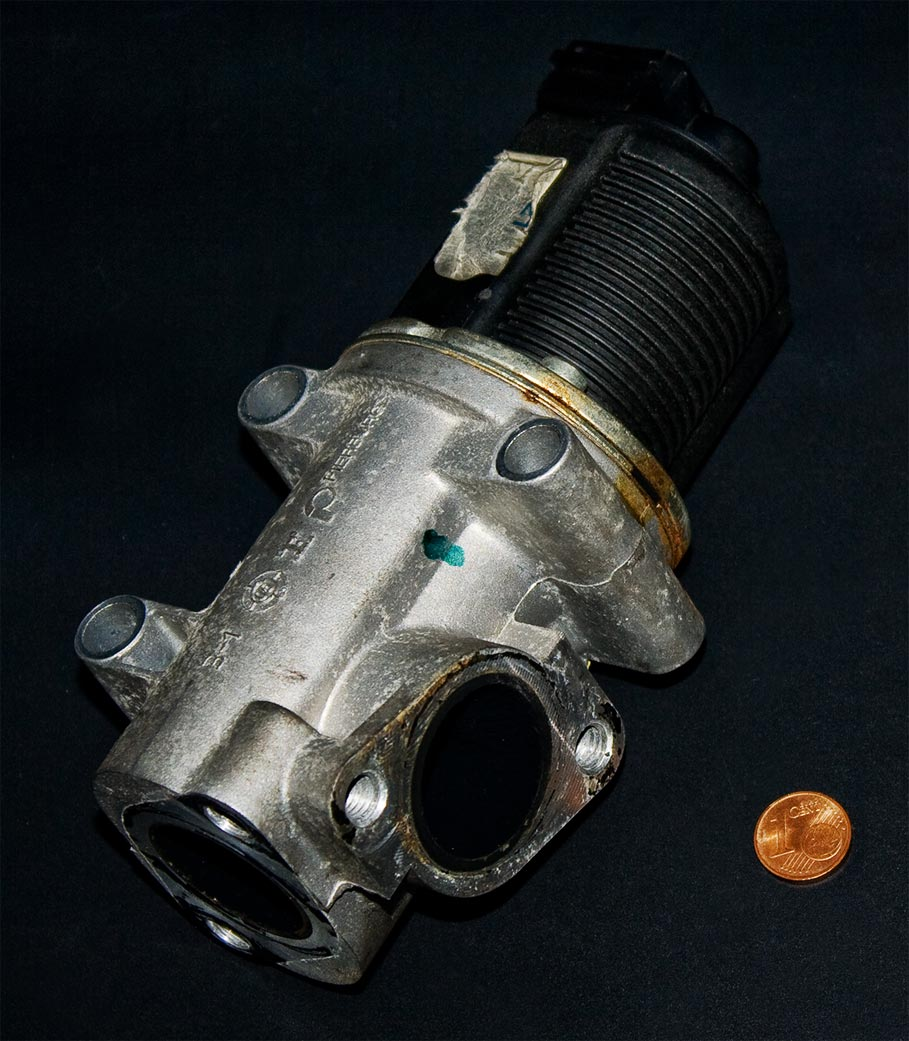
Клапан системи рециркуляції відпрацьованих газів двигуна автомобіля Opel Astra H (CDTI)

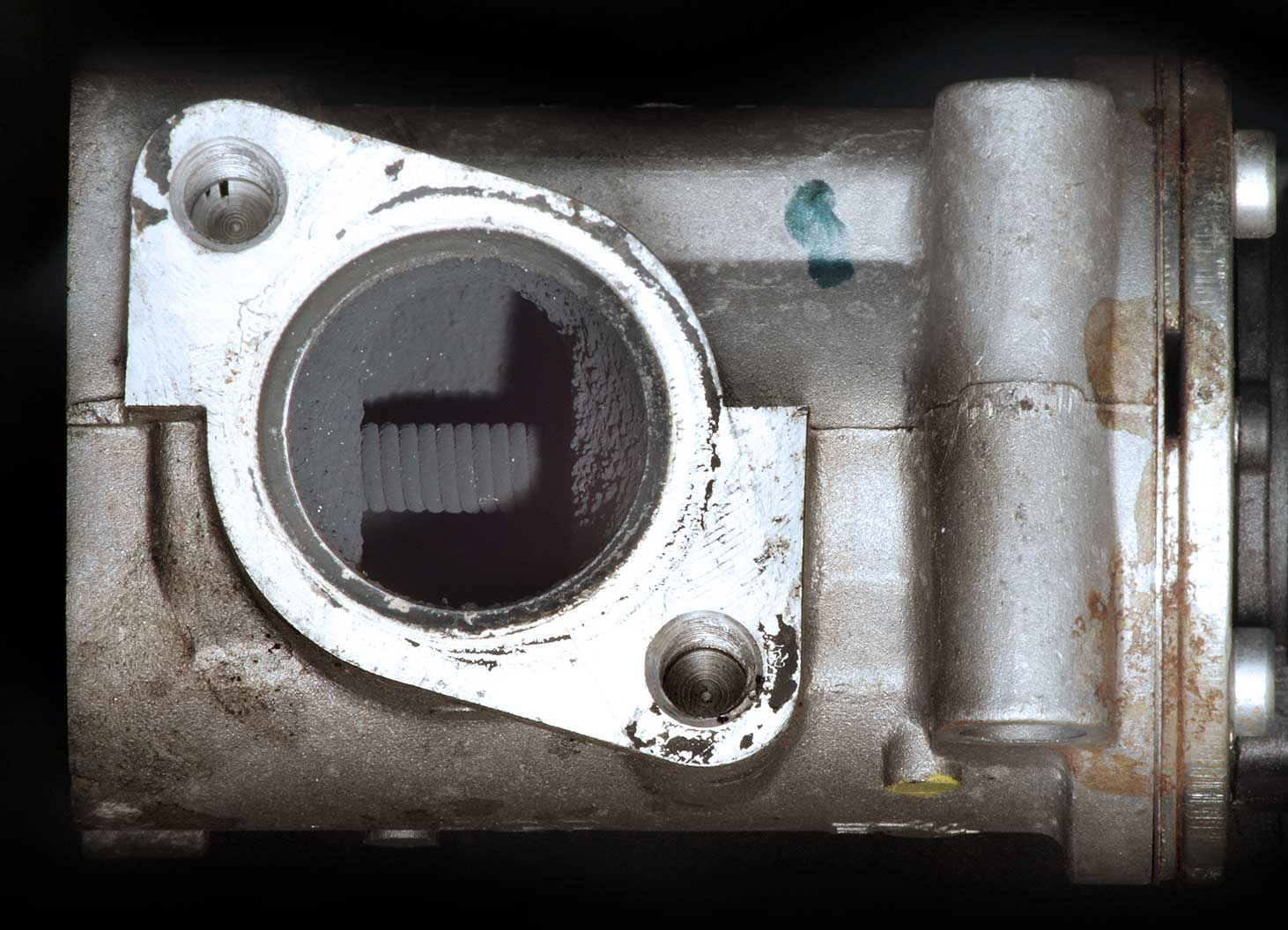
Значне забруднення клапана привело до виходу з ладу системи EGR

Систе́ма рециркуля́ції відпрацьованих га́зів (англ. Exhaust Gas Recirculation, EGR) в двигунах внутрішнього згоряння — клапан, що сполучає на деяких режимах роботи післядросельний простір впускного колектора з випускним колектором.

## Загальні поняття
Застосовується, починаючи з 1970-х років, на бензинових, дизельних і газових двигунах. Призначається для зниження токсичності відпрацьованих газів (вмісту оксидів азоту NOx: NO і NO2) в режимі часткових навантажень і належить до найефективніших методів зниження викидів в атмосферу. Оксиди азоту утворюються у двигуні під дією високої температури. Чим вищою є температура в камерах згоряння, тим більше їх утворюється. Повернення (рециркуляція) частини відпрацьованих газів у впускний колектор дозволяє знизити максимальну температуру згоряння паливо-повітряної суміші і, тим самим, понизити інтенсивність утворення оксидів азоту. Робота системи викликає часткове зниження ефективної потужності двигуна, при цьому співвідношення компонентів у паливо-повітряній суміші залишається незмінним.
На бензинових двигунах внутрішнього згоряння, обладнаних системою турбонаддування, система рециркуляції відпрацьованих газів не застосовується. Система рециркуляції не вмикається в режимі холостого ходу, на не прогрітому двигуні та при повністю відкритій дросельній заслінці.
В системі рециркуляції відпрацьованих газів з електронним керуванням процесом керує електронний блок керування двигуном, який на підставі сигналів з датчиків температури двигуна, положення дросельної заслінки, тиску у впускному колекторі й т. д. (у різних системах використовуються сигнали з різних датчиків) керує клапаном EGR, підбираючи необхідний пропускний перетин клапана, що є оптимальним при даному режимі навантаження.
На деяких двигунах в системі рециркуляції відпрацьованих газів застосовується охолодження відпрацьованих газів, яке додатково знижує температуру згоряння і, тим самим, зменшує утворення оксидів азоту. Охолодження здійснюється шляхом проходження охолоджувальної рідини через спеціальний радіатор, включений у систему охолодження двигуна. Для захисту від перегрівання в систему охолодження включений і корпус клапана рециркуляції.

## Конструктивні особливості систем

### Бензинові двигуни
Найпростіша механічна система реалізується у вигляді клапана, що сполучає впускний і випускний колектори і який відкривається під дією розрідження у впускному колекторі. Для стабільної роботи двигуна в режимі холостого ходу (коли дросельна заслінка закрита) система вимикається. Це досягається тим, що порт, який з'єднує герметичну камеру клапана з впускним колектором, знаходиться в післядросельному просторі.
Інтенсивність рециркуляції відпрацьованих газів залежить від різниці тиску у впускній і випускній системах. Величина тиску в впускній системі регулюється за допомогою дросельної заслінки. При закритті дросельної заслінки зменшується тиск на впуск і відповідно підвищується інтенсивність рециркуляції. Разом з тим, зі зростанням обсягів рециркуляції зменшується потік відпрацьованих газів, що проходять через турбіну компресора, що знижує тиск наддування.
У складніших системах подача відпрацьованих газів управляється електронними клапанами, пов'язаними з системою управління двигуном. У найновіших конструкціях двигунів, що використовують систему управління фазами газорозподілу, функція «додавання» вихлопних газів до робочої суміші реалізується управлінням фазами газорозподілу, що дозволяє спростити конструкцію двигуна (не потрібен спеціальний клапан) та підвищити надійність роботи.

### Дизельні двигуни
Залежно від стандарту токсичності відпрацьованих газів, на дизельних двигунах застосовуються різні схеми системи рециркуляції відпрацьованих газів: високого тиску, низького тиску і комбінована система рециркуляції.
Система рециркуляції відпрацьованих газів високого тиску застосовується на дизельних двигунах, що відповідають вимогам Євро-4 (вміст оксиду азоту у відпрацьованих газах не перевищує 0,25 г/км). Система забезпечує відведення частини відпрацьованих газів безпосередньо з випускного колектора перед турбокомпресором і подавання в канал перед впускним колектором.
Конструктивно система об'єднує клапан рециркуляції та патрубки відведення відпрацьованих газів. Клапан рециркуляції здійснює перепускання відпрацьованих газів з випускної системи у впускний колектор. Клапан може мати пневматичний або електричний привод.
Робота пневматичного клапана базується на розрідженні, що створюється вакуумним насосом. Величину розрідження, що подається на клапан рециркуляції, регулює керуючий електромагнітний клапан.
На дизельних двигунах, що відповідають нормам Євро-5 (вміст оксидів азоту у відпрацьованих газах не більше від 0,18 г/км) застосовується система рециркуляції відпрацьованих газів низького тиску. У такій системі відпрацьовані гази відводяться після сажового фільтра, охолоджуються в радіаторі системи рециркуляції, проходять через клапан (заслінку) рециркуляції й подаються у впускну систему безпосередньо перед турбокомпресором.
Система низького тиску забезпечує меншу температуру відпрацьованих газів, відсутність частинок сажі й, в результаті, менший вміст оксидів азоту у вихлопі. При цьому всі відпрацьовані гази проходять через турбіну компресора, тому тиск наддування не знижується.
На дизельних двигунах, що відповідають вимогам перспективного стандарту Євро-6 (вміст оксиду азоту в відпрацьованих газах не більше 0,08 г/км) застосовується комбінована система рециркуляції відпрацьованих газів. Система має дві окремі магістралі рециркуляції відпрацьованих газів — високого і низького тиску. Рециркуляція відпрацьованих здійснюється аналогічно рециркуляції на двигунах, що відповідають вимогам Євро-5. Крім того, на певних режимах роботи двигуна відбувається додаткова подача відпрацьованих газів з магістралі високого тиску, що додатково зменшує вміст оксидів азоту. Магістраль високого тиску не оснащується охолоджувачем відпрацьованих газів.